# Le avventure di Pinocchio (film 1959)
Le avventure di Pinocchio (in russo Приключения Буратино?, Priključenija Buratino) è un film d'animazione del 1959 diretto da Ivan Ivanov-Vano, Dmitrij Pavličenko.
Pellicola di produzione sovietica, tratto dal romanzo di Aleksej Nikolaevič Tolstoj La piccola chiave d'oro o le avventure di Burattino, a sua volta liberamente ispirato all'opera di Carlo Collodi.

## Trama
Un anziano Grillo racconta allo spettatore la storia del popolo di legno che fuggì dalle grinfie di un perfido uomo di nome Carabas.
Un falegname di nome Mastro Giuseppe si trova in possesso di un legno parlante e, spaventato, lo cede all'amico e vicino di casa: Papà Carlo, un povero, anziano e solitario suonatore di organi. Su suggerimento di Giuseppe, Carlo crea una marionetta, a cui dà il nome di Pinocchio, per poter guadagnare da vivere. Costruendolo, Carlo scopre che Pinocchio è animato e decide di trattarlo come un figlio. Finitolo di costruire, Carlo si assenta per poter comprare del cibo e dei vestiti per Pinocchio.
Rimasto solo in casa, Pinocchio incontra il Grillo, che ride della sua goffaggine e lo rimprovera di non mettere sottosopra la casa di suo padre, ma Pinocchio gli lancia indispettito un martello, mancandolo. Nel cercarsi da mangiare, la marionetta trova la pentola nel camino e la buca con il naso, scoprendo con delusione che è dipinta su una tela. Quando Carlo torna, offre a Pinocchio una cipolla come merenda, gli dona dei vestiti adatti alla sua misura e gli dà un libro di lettere affinché possa studiare.
La marionetta si dirige al suo primo giorno di scuola, ma per la via incappa in un circo e, vendendo il libro per comprare il biglietto, entra a vedere lo spettacolo delle marionette di tale Barbas Carabas. Le marionette Pierrot, Arlecchino, anch'esse vive e parlanti come Pinocchio, vedono Pinocchio tra il pubblico e lo invitano, assieme alle altre marionette, a salire sul palco, ma Carabas cattura Pinocchio, lo accusa di aver rovinato lo spettacolo e lo rinchiude nella carovana. In attesa della sua punizione, Pinocchio parla con un'altra marionetta rinchiusa nella carovana dalle fattezze del mago che le ha create: le marionette di Carabas non sono vere marionette, ma persone di legno uscite da un albero piantato da un gentile mago, ma quando Carabas iniziò a rapirle, il mago tentò di salvarle, perendo. L'unica personcina di legno che riuscì a scappare fu Malvina, la fidanzata di Pierrot.
Nella notte, Carabas intende bruciare Pinocchio per scaldarsi la cena nel camino, ma Pinocchio chiede di non farlo dato che il suo naso aveva già rovinato il camino dipinto del padre. Sorpreso dalla storia del camino di Carlo, Carabas decide di non bruciare Pinocchio, di donargli cinque monete d'oro come rimborso e di ospitarlo nella carovana per la notte. Nella notte, però, Carabas si incontra sul ponte della Città dei Folli con il gatto Basilio e la Volpe Alice, due imbroglioni mendicanti, e passa loro una chiave che dovrebbe essere collegata al camino di Padre Carlo. Ma la chiave gli cade dalla mano e finisce all'insaputa di tutti, nel fiume sottostante.
Il giorno dopo, scoprendo di aver perso la chiave, e di conseguenza la ricompensa promessa da Carabas, Alice e Basilio decidono di ingannare Pinocchio, non appena lo incrociano sulla via: lo convincono a usare quei soldi con parsimonia o non dureranno una settimana. Poi Alice comincia a parlare dell'esistenza di un campo magico dove le monete germogliano in alberi carichi di molte più monete, se si compie un particolare rito. Pinocchio, origliando tale informazione, chiede dove si trovi tale campo e i due gli indicano che è oltre la foresta. Ignorando gli avvertimenti di un corvo, Pinocchio si addentra nella foresta.
Muniti di lenzuoli bucati e di pistole, Alice e Basilio si travestono da briganti, inseguono Pinocchio e lo aggrediscono. La marionetta, quindi, si nasconde i soldi in bocca e si rifiuta categoricamente di aprirla. Dopo averli distanziati grazie a un cigno, Pinocchio trova una casa e bussa per chiedere aiuto, ma la padrona di casa dorme e non si accorge di nulla. Quindi, Alice e Basilio raggiungono Pinocchio e, non riuscendo ad aprire la sua bocca, lo appendono a testa in giù su un alto albero. La mattina dopo, la padrona di casa, Malvina, trova la marionetta appesa e la slega con l'aiuto del suo barboncino Artemone e gli amici animali. Pinocchio si dimostra riconoscente nei confronti di Malvina, ma mentre la fanciulla di legno tenta di istruirlo e nutrirlo, si scandalizza per i suoi metodi non educati e lo punisce continuamente.
Alice e Basilio, accortisi di aver fallito, trovano Pinocchio e lo convincono a lasciare Malvina e andare al Paese dei Folli. Nel Paese dei Folli, Pinocchio arriva al miracoloso campo e viene lasciato a eseguire il rito da solo. Dopodiché, Alice e Basilio convincono il capo della polizia che Pinocchio è un criminale e che gli sta lanciando un malocchio. Il comandante, quindi, lo fa buttare giù dal ponte, mentre i due lestofanti rubano le monete interrate.
Essendo di legno, Pinocchio sopravvive e incontra l'anziana delle Tartarughe, Tortilla, che gli dà la chiave di Carabas, l'unico può che sapere a cosa serve. Dirigendosi alla carovana di Carabas, Pinocchio si imbatte in Pierrot, che gli spiega che Carabas aveva appena scoperto da Alice e Basilio che non era riuscito ad aprire una porta magica e si era sfogato sulle persone di legno. Pierrot, quindi, era riuscito a fuggire durante un momento di distrazione, ma è ancora inseguito da Carabas, Duremar (un suo amico) e i loro cani.
Dopo essere andati a prendere Malvina e Artemone, Pinocchio e Pierrot vengono scoperti da Carabas. Mentre Pierrot e Malvina si mettono al sicuro, Pinocchio e Artemone si mettono a lottare contro Carabas e raggiungono i loro amici dopo aver neutralizzato le minacce. La mattina dopo, Pinocchio si sveglia presto e segue le tracce di Carabas fino a un'osteria, dove origlia quest'ultimo dire a Duremar che la chiave ha a che fare con il tesoro del mago a cui ha sottratto il suo popolo di legno. Nascosto in un vaso per le ossa, Pinocchio si finge uno spettro e domanda a Carabas dove si troverebbe tale tesoro. Carabas, spaventato, dice che si dovrebbe trovare dietro la cucina dipinta di Carlo. Proprio allora, entrano Alice e Basilio che, vedendo il naso di Pinocchio spuntare dal vaso, cercano di rivelare il suo nascondiglio, ma Pinocchio, usando le ossa nel vaso, spaventa i presenti e fugge dai suoi amici a cavallo di un gallo. La marionetta, recuperati gli amici, li spinge a correre verso casa sua ma la via è sbarrata da Carabas, Alice, Basilio e Duremar.
In salvataggio delle marionette giunge Papà Carlo, avvertito dal corvo. Egli attacca alle spalle i nemici, stendendoli, poi riporta a casa Pinocchio e i suoi amici. Ripresosi, Carabas scopre dove si trova la casa di Carlo e si dirige dal sindaco a chiedere giustizia raccontando una storia fasulla; il sindaco gli offre due gendarmi affinché arrestino Carlo. Pinocchio, intanto, scopre dietro la tela del camino una porta con la sua effigie e, dopo averla aperta, entra dentro con il padre e i suoi amici, appena in tempo per Carabas di vederli sparire dietro la porta e rimanere a bocca asciutta.
Dietro la porta, il gruppo trova un teatro dorato: Il teatro del Fulmine, sorvegliato dal centenario Grillo Parlante. Il Grillo spiega che il Teatro è quasi completamente automatizzato e che fu creato per il popolo di legno dal mago che li creò. Detto questo, il Grillo si dilegua, accettando le scuse di Pinocchio. La marionetta e i suoi amici mettono in scena uno spettacolo in città, diventando famosi e assumendo come attori le marionette di Carabas, mentre Carabas è l'unico del villaggio il cui ingresso è vietato.

## Distribuzione

### Edizione italiana
In Italia, il film ha debuttato nei cinema nel gennaio 1970, con un primo doppiaggio eseguito dalla C.D.C. nel 1969. Un secondo doppiaggio è stato realizzato nel 1992 per l'edizione in VHS distribuita da Avo Film. Nel 1999, è stato distribuito con un terzo doppiaggio (spesso diviso in tre episodi) e con una differente colonna sonora nella serie Storie della mia infanzia, trasmessa da Rai 3, con il titolo Pinocchio e la chiave d'oro.

### Edizioni home video
L'ultima edizione è stata pubblicata in DVD dalla Avo Film con il titolo Le avventure di Pinocchio, per la serie Le fiabe del cuore.